# Georg von Arco
Pour les articles homonymes, voir von Arco.
Le comte Georg Wilhelm Alexander Hans von Arco (né le 30 août 1869 à Großgorschütz, arrondissement de Ratibor (de) - mort le 5 mai 1940 à Berlin) est un physicien et un militant pacifiste allemand.

## Biographie
Il poursuit ses études au lycée Sainte-Marie-Madeleine de Breslau.
En 1903, il est le cofondateur de Telefunken. Il participe au développement de la technique des hautes fréquences en Allemagne. Von Arco était moniste.